# Philippe de Nassau-Dillenbourg
Philippe de Nassau (1er décembre 1566, Dillenburg - 3 septembre 1595, Rheinberg) est comte de Nassau, de Katzenelnbogen, Vianden et Dietz. Il combat pour les Provinces-Unies pendant la Guerre de Quatre-Vingts Ans. 

## Biographie
Il est le fils de Jean VI de Nassau-Dillenbourg et de Élisabeth de Leuchtenberg.
Philippe étudié avec son frère Guillaume-Louis de Nassau-Dillenbourg et son cousin Maurice de Nassau à Heidelberg, et plus tard avec son cousin Maurice de Leyde. Il passe ensuite un certain temps à la suite de son oncle Guillaume le taciturne, qui l'appelle Flipchen ("Flippy"). Plus tard, il s'enrôle dans l'armée néerlandaise en 1585, et il devient colonel de l'infanterie.
De 1586 à 1587, Philippe est gouverneur de Gorinchem, puis en 1591, après le siège de Nimègue (nl), il est gouverneur de Nimègue. De cette ville, il lance une campagne au Luxembourg, où il est engagé contre l'ennemi espagnol. En 1594, il participe à la Réduction de Groningue. Puis, le 2 septembre 1595, il commande plus de 500 cavaliers, à la bataille sur la Lippe, avec ses frères Louis Günther et Ernest-Casimir de Nassau-Dietz. Au cours de la bataille, Philippe est gravement blessé et meurt le lendemain.
Il est inhumé le 22 octobre 1595 dans l'Église Saint-Eusèbe à Arnhem.